# 5417 Solovaya
5417 Solovaya este un asteroid din centura principală de asteroizi.

## Descriere
5417 Solovaya este un asteroid din centura principală de asteroizi. A fost descoperit pe 24 august 1981 la Observatorul Kleť de Ladislav Brožek. Asteroidul prezintă o orbită caracterizată de o semiaxă mare de 2,30 ua, o excentricitate de 0,13 și o înclinație de 1,5° în raport cu ecliptica.